# Aenictophyton
Aenictophyton – rodzaj roślin z rodziny bobowatych (Fabaceae). Jest to takson monotypowy obejmujący tylko gatunek Aenictophyton reconditum A.T.Lee występujący w północno-zachodniej Australii.